# San-marinesische Euromünzen
Die san-marinesischen Euromünzen sind die in San Marino in Umlauf gebrachten Euromünzen der gemeinsamen europäischen Währung Euro.

## Rechtsgrundlage und Umfang der Prägerechte
San Marino ist zwar kein Mitglied in der Europäischen Union, befindet sich aber seit den ersten Verträgen mit dem neu gegründeten Italienischen Königreich vom 22. März 1862 (siehe Geschichte San Marinos) in einer Währungsunion mit Italien. Zur Einführung des Euro schloss Italien im Namen der EU am 29. November 2000 einen Vertrag mit San Marino. Doch dies war nur der formelle Abschluss: Schon am 16. Dezember 1998 wurde in San Marino das Gesetz erlassen, das die Einführung zum 1. Januar 1999 regelte. Die Einführung des Bargeldes erfolgte genauso wie in Italien. Prägungskontingente für san-marinesische Euromünzen werden von Italien abgezogen.
Eine Neufassung der Währungsvereinbarung wurde am 27. März 2012 unterzeichnet. Darin wird festgelegt, dass die wertmäßige Obergrenze für die jährliche Ausgabe von Euro-Münzen durch die Republik San Marino von einem Gemischten Ausschuss berechnet wird als Summe aus
- einem festen Anteil, dessen anfänglicher Betrag für das erste Jahr nach dem Inkrafttreten der Vereinbarung auf 2.600.000 Euro festgesetzt wird. Der Gemischte Ausschuss kann den festen Anteil jährlich neu bestimmen, um sowohl der Inflation Italiens als auch etwaigen signifikanten Entwicklungen auf dem Markt für Euro-Sammlermünzen Rechnung zu tragen;

- einem variablen Anteil, der der in den letzten zwölf Monaten in Italien pro Kopf ausgegebenen durchschnittlichen Anzahl von Münzen, multipliziert mit der Einwohnerzahl der Republik San Marino, entspricht.

San Marino hat weiterhin das Recht, auf Scudo lautende Goldmünzen auszugeben, die jedoch außerhalb des Staatsgebiets nicht den Status eines gesetzlichen Zahlungsmittels haben. Diese beschränkte Gültigkeit gilt auch für alle Sondermünzen auf Euro, die einen anderen Nennwert als den der Umlaufmünzen haben.

## Umlaufmünzen

### Erste Prägeserie (2002–2016)
Die Münzen wurden vom Hamburger Bildhauer František Chochola entworfen, sie haben die Geschichte und die Baudenkmäler San Marinos zum Inhalt. Daher findet sich auf jeder Münze das Signet des Künstlers Ch. Dargestellt sind:
- 1 Cent: Festungsturm „Il Montale“ (13. Jahrhundert)
- 2 Cent: Freiheitsstatue von Stefano Galletti (1883–1905) auf der „Piazza della Libertà“, dem Platz vor dem Regierungspalast
- 5 Cent: Festungsturm „La Guaita“ (10./11. Jahrhundert)
- 10 Cent: „Basilica del Santo“ (Basilika des Hl. Marinus), 1826 im Stil des Klassizismus erbaut
- 20 Cent: Der heilige Marinus, nach einem  Gemälde Bartolomeo Gennaris (1594–1661)[4]
- 50 Cent: Die drei Festungstürme San Marinos („La Guaita“, „Cesta“, „Il Montale“)
- 1 Euro: Wappen San Marinos
- 2 Euro: Palazzo Pubblico, 1884–1894 erbauter Regierungspalast (und zugleich Rathaus)

Auf jeder Münze stehen der Schriftzug SAN MARINO und der Buchstabe R für die Prägestätte Rom. Rechts unten auf den Münzen finden sich die Initialen des Graveurs, ELF (Ettore Lorenzo Frapiccini), und die Abkürzung INC (für incidit: graviert von).
Die ab 2007 neu gestaltete Vorderseite der Euromünzen (neue Europakarte) wurde in San Marino erst 2008 eingeführt.
| 0,01 €                         | 0,02 €                              | 0,05 €                                                                                           |
| ------------------------------ | ----------------------------------- | ------------------------------------------------------------------------------------------------ |
| 1 Cent                         | 2 Cent                              | 5 Cent                                                                                           |
| Festungsturm Montale           | Freiheitsstatue                     | Festungsturm Guaita                                                                              |
| 0,10 €                         | 0,20 €                              | 0,50 €                                                                                           |
| 10 Cent                        | 20 Cent                             | 50 Cent                                                                                          |
| Basilika von San Marino        | Der heilige Marinus                 | Die drei Türme Guaita, Cesta und Montale                                                         |
| 1,00 €                         | 2,00 €                              | Rand der 2-€-Münze                                                                               |
| 1 Euro                         | 2 Euro                              |                                                                                                  |
| Wappen der Republik San Marino | Regierungspalast (Palazzo Pubblico) | Sechsmal abwechselnd die Zahl „2“ und „★“ (ein Stern), abwechselnd aufrecht und um 180° gedreht. |

### Zweite Prägeserie (ab 2017)
Folgende Motive sind dargestellt:
- 1 Cent: Wappen San Marinos, entworfen von Antonella Napolione („A.N.“) und graviert von Maria Grazia Urbani („U“).

Alle anderen Nominale wurden entworfen vom Designer Arno Ludwig („AL“):
- 2 Cent: Porta San Francesco, während der Kreuzzüge im 13. Jahrhundert als Schutz gegen die Armee der Malatesta erbautes Stadttor, modelliert von Ettore Lorenzo Frapiccini („E.L.F.“)
- 5 Cent: Kapuzinerkirche St. Quirino, erbaut 1549,[6] mit dem 1928 von Edoardo Collamarini (1863–1928) errichteten Denkmal Franz von Assisis, dessen Skulptur Silverio Montaguti (1870–1947) schuf, modelliert von Maria Angela Cassol („M.A.C.“)
- 10 Cent: Fassade der 1361 erbauten Klosterkirche Chiesa di San Francesco, modelliert von Maria Carmela Colaneri („M.C.C.“)
- 20 Cent: Die drei Festungstürme San Marinos („Il Montale“, „Cesta“, „La Guaita“), modelliert von Claudia Momoni („MOMONI“)
- 50 Cent: Der heilige Marinus, Detail eines 1894 geschaffenen Gemäldes von Emilio Retrosi (1858–1911), im Saal des Regierungspalastes Palazzo Pubblico[7], modelliert von Uliana Pernazza (lignierte Initialen („UP“))
- 1 Euro: Festungsturm „Cesta“ (13. Jahrhundert), modelliert von Luciana De Simoni (lignierte Initialen „LDS“)
- 2 Euro: Der heilige Marinus,  nach einem 1640 von Giovan Battista Urbinelli (1605–1663) geschaffenen Altarbild[8] aus dem Kloster Santa Chiara (heute im Staatsmuseum San Marino), modelliert von Silvia Petrassi (lignierte Initialen „SP“)

Auf jeder Münze stehen der Schriftzug SAN MARINO und der Buchstabe R für die Prägestätte Rom.
| 0,01 €                  | 0,02 €                                              | 0,05 €                                                                                           |
| ----------------------- | --------------------------------------------------- | ------------------------------------------------------------------------------------------------ |
| 1 Cent                  | 2 Cent                                              | 5 Cent                                                                                           |
| Wappen San Marinos      | Porta San Francesco                                 | St. Quirino                                                                                      |
| 0,10 €                  | 0,20 €                                              | 0,50 €                                                                                           |
| 10 Cent                 | 20 Cent                                             | 50 Cent                                                                                          |
| Chiesa di San Francesco | Festungstürme „Il Montale“, „Cesta“ und „La Guaita“ | Hl. Marinus                                                                                      |
| 1,00 €                  | 2,00 €                                              | Rand der 2-€-Münze                                                                               |
| 1 Euro                  | 2 Euro                                              |                                                                                                  |
| Festungsturm „Cesta“    | Hl. Marinus                                         | Sechsmal abwechselnd die Zahl „2“ und „★“ (ein Stern), abwechselnd aufrecht und um 180° gedreht. |

## 2-Euro-Gedenkmünzen
| Nr. | Bild | Ausgabedatum Bildreferenz | Anlass                                                                                                | Amtsblatt Referenz | Auflage |
| --- | ---- | ------------------------- | --- | ------------------ | ------- |
| 1   |      | 16. Dezember 2004         | Bartolomeo Borghesi                                                                                   | [ 10 ] [ 11 ]      | 110.000 |
| 2   |      | 14. Oktober 2005          | Jahr der Physik                                                                                       | [ 13 ] [ 14 ]      | 130.000 |
| 3   |      | 17. Oktober 2006          | 500. Todestag von Christoph Kolumbus                                                                  | [ 16 ] [ 17 ]      | 120.000 |
| 4   |      | 9. Oktober 2007           | 200. Geburtstag Giuseppe Garibaldis                                                                   | [ 19 ] [ 20 ]      | 130.000 |
| 5   |      | 20. Mai 2008              | Europäisches Jahr des interkulturellen Dialogs                                                        | [ 22 ] [ 23 ]      | 130.000 |
| 6   |      | 5. September 2009         | Europäisches Jahr der Kreativität und Innovation                                                      | [ 25 ] [ 26 ]      | 130.000 |
| 7   |      | 7. September 2010         | 500. Todestag Sandro Botticellis                                                                      | [ 28 ] [ 29 ]      | 130.000 |
| 8   |      | 4. Juni 2011              | 500. Geburtstag Giorgio Vasaris                                                                       | [ 31 ] [ 32 ]      | 130.000 |
| 9   |      | 19. Juni 2012             | 10. Jahrestag der Einführung des Euro-Bargelds 1                                                      | [ 34 ] [ 35 ]      | 130.000 |
| 10  |      | 13. September 2013        | 500. Todestag Pinturicchios                                                                           | [ 37 ] [ 38 ]      | 115.000 |
| 11  |      | 23. Juni 2014             | 500. Todestag Donato Bramantes                                                                        | [ 40 ] [ 41 ]      | 114.000 |
| 12  |      | 29. September 2014        | 90. Todestag Giacomo Puccinis                                                                         | [ 43 ] [ 44 ]      | 100.000 |
| 13  |      | 8. April 2015             | 750. Geburtstag Dante Alighieris                                                                      | [ 46 ] [ 47 ]      | 102.400 |
| 14  |      | 29. September 2015        | 25. Jahrestag der deutschen Wiedervereinigung                                                         | [ 49 ] [ 50 ]      | 102.400 |
| 15  |      | 5. April 2016             | 550. Todestag Donatellos                                                                              | [ 52 ] [ 53 ]      | 087.400 |
| 16  |      | 22. September 2016        | 400. Todestag William Shakespeares                                                                    | [ 55 ] [ 56 ]      | 082.400 |
| 17  |      | 30. März 2017             | 750. Geburtstag Giottos                                                                               | [ 58 ] [ 59 ]      | 073.100 |
| 18  |      | 31. August 2017           | Internationales Jahr des nachhaltigen Tourismus für Entwicklung                                       | [ 61 ] [ 62 ]      | 073.100 |
| 19  |      | 5. April 2018             | 500. Geburtstag Jacopo Tintorettos                                                                    | [ 64 ] [ 65 ]      | 063.100 |
| 20  |      | 20. September 2018        | 420. Geburtstag Gian Lorenzo Berninis                                                                 | [ 67 ] [ 68 ]      | 063.100 |
| 21  |      | 4. April 2019             | 500. Todestag Leonardo da Vincis                                                                      | [ 70 ] [ 71 ]      | 055.650 |
| 22  |      | 29. August 2019           | 550. Todestag Filippo Lippis                                                                          | [ 73 ] [ 74 ]      | 056.650 |
| 23  |      | 5. März 2020              | 500. Todestag Raffaels                                                                                | [ 76 ] [ 77 ]      | 056.500 |
| 24  |      | 27. August 2020           | 250. Todestag Giovanni Battista Tiepolos                                                              | [ 79 ] [ 80 ]      | 056.500 |
| 25  |      | 1. März 2021              | 450. Geburtstag Caravaggios                                                                           | [ 82 ] [ 83 ]      | 056.400 |
| 26  |      | 27. August 2021           | 550. Geburtstag Albrecht Dürers                                                                       | [ 85 ] [ 86 ]      | 056.400 |
| 27  |      | 28. April 2022            | 530. Todestag Piero della Francescas                                                                  | [ 88 ] [ 89 ]      | 057.300 |
| 28  |      | 4. Oktober 2022           | 200. Todestag Antonio Canovas                                                                         | [ 91 ] [ 92 ]      | 057.300 |
| 29  |      | 27. April 2023            | 500. Todestag Pietro Peruginos                                                                        | [ 94 ] [ 95 ]      | 058.600 |
| 30  |      | 5. September 2023         | 500. Todestag Luca Signorellis                                                                        | [ 97 ] [ 98 ]      | 058.600 |
| 31  |      | 23. April 2024            | 50. Jahrestag der Erklärung der Bürgerrechte und der Grundprinzipien des Rechtssystems von San Marino | [ 100 ] [ 101 ]    | 059.000 |
| 32  |      | 5. September 2024         | 530. Todestag Domenico Ghirlandaios                                                                   | [ 102 ]            | 056.000 |

## Sammlermünzen
Es folgt eine Auflistung aller Sammlermünzen von San Marino bis 2021.

### 5 Euro
| Thema der 5-Euro-Münze                                                                     | Ausgabedatum       | Auflage             | Qualität |
| ------------------------------------------------------------------------------------------ | ------------------ | ------------------- | -------- |
| Material: 925er Silber – Durchmesser: 32 mm – Masse: 18 g                                  |                    |                     |          |
| Einführung des Euro                                                                        | 11. Oktober 2002   | 37.000              | PP       |
| Unabhängigkeit, Toleranz und Freiheit                                                      | 4. April 2003      | 70.000 (nur im KMS) | stgl     |
| Olympische Sommerspiele 2004 in Athen                                                      | 28. August 2003    | 37.766              | PP       |
| Bartolomeo Borghesi                                                                        | 30. April 2004     | 70.000 (nur im KMS) | stgl     |
| Fußball-WM 2006 in Deutschland                                                             | 25. Juni 2004      | 30.000              | PP       |
| 180. Todestag von Antonio Onofri                                                           | 29. April 2005     | 70.000 (nur im KMS) | stgl     |
| Olympische Winterspiele 2006 in Turin                                                      | 15. Juli 2005      | 26.800              | PP       |
| Melchiorre Delfico                                                                         | 30. April 2006     | 65.000 (nur im KMS) | stgl     |
| 500. Todesjahr von Andrea Mantegna                                                         | 30. Juni 2006      | 19.000              | PP       |
| Chancengleichheit                                                                          | 20. April 2007     | 70.000 (nur im KMS) | stgl     |
| Arturo Toscanini                                                                           | 2. Juni 2007       | 18.000              | PP       |
| Internationales Jahr des Planeten Erde                                                     | 20. April 2008     | 50.000 (nur im KMS) | stgl     |
| Olympische Sommerspiele 2008 in Peking                                                     | 19. Juni 2008      | 17.000              | PP       |
| Internationales Jahr der Astronomie                                                        | 28. April 2009     | 50.000 (nur im KMS) | stgl     |
| 400 Jahre Keplersche Gesetze                                                               | 4. Juni 2009       | 13.400              | PP       |
| Expo Shanghai 2010                                                                         | 24. Februar 2010   | 10.000              | PP       |
| 400. Todestag von Michelangelo Merisi da Caravaggio                                        | 15. April 2010     | 48.000 (nur im KMS) | stgl     |
| 50. Jahrestag des ersten Menschen im Weltall                                               | 8. März 2011       | 48.000 (nur im KMS) | stgl     |
| Europäische Entdecker                                                                      | 25. Oktober 2011   | 10.000              | PP       |
| 100. Todestag von Giovanni Pascoli                                                         | 22. März 2012      | 40.000 (nur im KMS) | stgl     |
| 500. Todestag von Amerigo Vespucci                                                         | 24. September 2012 | 12.000              | PP       |
| 20. Todestag von Federico Fellini                                                          | 22. März 2013      | 30.000 (nur im KMS) | stgl     |
| 100 Jahre Opernfestival Verona                                                             | 11. Juli 2013      | 12.000              | PP       |
| 50. Todestag von John F. Kennedy                                                           | 13. September 2013 | 08.000              | PP       |
| 100. Geburtstag von Gino Bartali                                                           | 29. April 2014     | 20.000 (nur im KMS) | stgl     |
| 20. Todestag von Ayrton Senna                                                              | 22. Juli 2014      | 08.000              | PP       |
| 25. Jahrestag Fall Berliner Mauer                                                          | 29. September 2014 | 07.000              | stgl     |
| Expo Mailand                                                                               | 22. April 2015     | 08.000              | PP       |
| Internationales Jahr des Lichts                                                            | 23. Juni 2015      | 17.000 (nur im KMS) | stgl     |
| 500. Todestag von Giovanni Bellini                                                         | 29. April 2016     | 04.000              | PP       |
| Internationaler Tag der Mutter Erde                                                        | 27. Juni 2016      | 13.000 (nur im KMS) | stgl     |
| Spiele der europäischen Kleinstaaten in San Marino 2017                                    | 11. Mai 2017       | 03.400              | PP       |
| Weltwassertag 2017                                                                         | 26. Juni 2017      | 13.000 (nur im KMS) | stgl     |
| Weltnaturtag 2018                                                                          | 17. Mai 2018       | 12.000 (nur im KMS) | stgl     |
| 250. Todestag von Giovanni Antonio Canal (Canaletto)                                       | 28. Juni 2018      | 03.400              | PP       |
| Internationaler Tag der Forstwirtschaft                                                    | 2019               | 12.000 (nur im KMS) | stgl     |
| 50 Jahre Erste Menschen auf dem Mond                                                       | 2019               | 03.500              | PP       |
| Welttag der Ozeane                                                                         | 2020               | 11.000 (nur im KMS) | stgl     |
| Leichtathletik-Meisterschaften der Kleinstaaten von Europa                                 | 2020               | 3.500               | PP       |
| Internationaler Tag der biologischen Vielfalt                                              | 2021               | 10.000 (nur im KMS) | stgl     |
| Frauenfußball                                                                              | 2021               | 3.000               | PP       |
| Internationaler Tag der Berge                                                              | 26. Juli 2022      | 09.000 (nur im KMS) | stgl     |
| 550. Todestag von Leon Battista Alberti                                                    | 29. September 2022 | 02.500              | PP       |
| Schutz der Tierwelt – Italienischer Höhlensalamander                                       | 16. Mai 2023       | 08.000 (nur im KMS) | stgl     |
| 30. Ausgabe der International Tennis San Marino Open                                       | 27. Juni 2023      | 02.500              | PP       |
| Schmetterlinge                                                                             | 16. Mai 2024       | 08.000 (nur im KMS) | stgl     |
| 100. Todestag von Giacomo Puccini                                                          | 25. Juli 2024      | 02.500              | PP       |
| Orchidee                                                                                   | 8. Mai 2025        | 08.000 (nur im KMS) | stgl     |
| 150. Todesjahr von Georges Bizet                                                           | 29. Mai 2025       |                     | PP       |
| Material: Ring: Aluminiumbronze, Kern: Kupfer-Nickel – Durchmesser: 27,5 mm – Masse: 9,2 g |                    |                     |          |
| Heiliges Jahr der Barmherzigkeit                                                           | 2016               | 82.600              | stgl     |
| 30. Geburtstag von Marco Simoncelli                                                        | 2017               | 76.493              | stgl     |
| Material: Bronze – Durchmesser: 26,95 mm – Masse: 9,3 g                                    |                    |                     |          |
| Tierkreiszeichen – Stier                                                                   | 2018               | 15.000              | Unc      |
| Tierkreiszeichen – Widder                                                                  | 2018               | 15.000              | Unc      |
| Tierkreiszeichen – Zwillinge                                                               | 2019               | 16.000              | Unc      |
| Tierkreiszeichen – Krebs                                                                   | 2019               | 16.000              | Unc      |
| Tierkreiszeichen – Löwe                                                                    | 2019               | 16.000              | Unc      |
| Tierkreiszeichen – Jungfrau                                                                | 2019               | 16.000              | Unc      |
| Tierkreiszeichen – Waage                                                                   | 2020               | 16.000              | Unc      |
| Tierkreiszeichen – Skorpion                                                                | 2020               | 16.000              | Unc      |
| Tierkreiszeichen – Schütze                                                                 | 2020               | 16.000              | Unc      |
| Tierkreiszeichen – Steinbock                                                               | 2021               | 16.000              | Unc      |
| Tierkreiszeichen – Wassermann                                                              | 2021               | 16.000              | Unc      |
| Tierkreiszeichen – Fische                                                                  | 2021               | 16.000              | Unc      |
| Material: Kupfer-Aluminium-Nickel – Durchmesser: 27,5 mm – Masse: 9,3 g                    |                    |                     |          |
| San Marino 5G                                                                              | 2019               | 15.000              | stgl     |
| Material: Kupfer – Durchmesser: 32 mm – Masse: 15 g                                        |                    |                     |          |
| Sieg in Tokio – Sieg im Freestyle Wrestling                                                | 2021               | 04.000              | stgl     |
| Material: Silber – Durchmesser: 37 mm – Masse: 31,1 g (1 Unze)                             |                    |                     |          |
| Wanderfalke                                                                                | 2024               | 15.000              | stgl     |
| Wanderfalke                                                                                | 2025               | 20.000              | stgl     |

### 10 Euro
| Thema der 10-Euro-Münze                                                    | Ausgabedatum       | Auflage | Qualität |
| -------------------------------------------------------------------------- | ------------------ | ------- | -------- |
| Material: 925er Silber – Durchmesser: 34 mm – Masse: 22 g                  |                    |         |          |
| Einführung des Euro                                                        | 11. Oktober 2002   | 37.000  | PP       |
| Olympische Sommerspiele 2004 in Athen                                      | 28. August 2003    | 37.766  | PP       |
| Fußball-WM 2006 in Deutschland                                             | 25. Juni 2004      | 30.000  | PP       |
| 500 Jahre Wehrpflicht in San Marino                                        | 3. Juni 2005       | 22.000  | PP       |
| Antonio Canova – 190 Jahre Die Drei Grazien                                | 30. Juni 2006      | 19.000  | PP       |
| 100. Todestag Giosuè Carducci (auf der Umverpackung: Giouse)               | 2. Juli 2007       | 15.000  | PP       |
| 500. Geburtstag von Andrea Palladio                                        | 19. Juni 2008      | 21.000  | PP       |
| 10 Jahre Europäische Wirtschafts- und Währungsunion                        | 4. Juni 2009       | 12.500  | PP       |
| 200. Geburtstag von Robert Schumann                                        | 24. Februar 2010   | 10.000  | PP       |
| 10 Jahre Euro                                                              | 25. Oktober 2011   | 10.000  | PP       |
| 100. Geburtstag von Aligi Sassu                                            | 24. September 2012 | 12.000  | PP       |
| 500 Jahre Il Principe (Der Fürst) von Niccolò Machiavelli                  | 11. Juli 2013      | 12.000  | PP       |
| 100. Geburtstag von Emilio Greco                                           | 13. November 2013  | 06.000  | PP       |
| 2000 Jahre Ponte di Tiberio in Rimini                                      | 22. Juli 2014      | 06.000  | PP       |
| 150. Todestag von Abraham Lincoln                                          | 22. April 2015     | 06.000  | PP       |
| 35. Jahrestag des Formel 1 Grand Prix San Marino in Imola                  | 29. April 2016     | 04.000  | PP       |
| 90. Jahrestag Gründung AS Roma                                             | 7. Juni 2017       | 18.400  | stgl     |
| Europäisches Jahr des Kulturerbes                                          | 28. Juni 2018      | 03.400  | PP       |
| 350. Todestag von Rembrandt                                                | 2019               | 03.500  | PP       |
| 250. Geburtstag von Ludwig van Beethoven                                   | 2020               | 03.500  | PP       |
| 450. Todestag von Benvenuto Cellini                                        | 2021               | 03.000  | PP       |
| Sieg in Tokio – Sieg im Skeet-Schießen                                     | 2021               | 04.000  | PP       |
| 30 Jahre San Marino in der UNO                                             | 29. September 2022 | 2.500   | PP       |
| 15. Jahrestag der Aufnahme in die UNESCO-Welterbeliste                     | 27. Juni 2023      | 2.500   | PP       |
| Militär- und Polizeikorps Guardia di Rocca (Farbmünze)                     | 25. Juli 2024      | 2.500   | PP       |
| Zivilpolizei (Farbmünze)                                                   | 29. Mai 2025       | 2.500   | PP       |
| Gendarmerie (Farbmünze)                                                    | 29. Mai 2025       | 2.500   | PP       |
| Material: 925er Silber – Durchmesser: 22,4 mm – Masse: 22,72 g             |                    |         |          |
| 100 Jahre Gründung des St. Agatha-Ordens                                   | 16. Mai 2023       | 02.500  |          |
| Material: 998er Silber – Durchmesser: 27,9 mm – Masse: 10,1 g (Farbmünzen) |                    |         |          |
| Chinesischer Mondkalender – Ratte                                          | 4. Oktober 2022    | 20.000  | stgl     |
| Chinesischer Mondkalender – Büffel                                         | 4. Oktober 2022    | 20.000  | stgl     |
| Chinesischer Mondkalender – Tiger                                          | 4. Oktober 2022    | 20.000  | stgl     |
| Chinesischer Mondkalender – Drache                                         | 5. September 2023  | 20.000  | stgl     |
| Chinesischer Mondkalender – Hase                                           | 5. September 2023  | 20.000  | stgl     |
| Chinesischer Mondkalender – Schlange                                       | 5. September 2023  | 20.000  | stgl     |
| Chinesischer Mondkalender – Affe                                           | 5. September 2024  | 20.000  | stgl     |
| Chinesischer Mondkalender – Pferd                                          | 5. September 2024  | 20.000  | stgl     |
| Chinesischer Mondkalender – Ziege                                          | 5. September 2024  | 20.000  | stgl     |
| Expo 2025 in Osaka (Farbmünze)                                             | 6. März 2025       | 05.000  | PP       |
| Chinesischer Mondkalender – Hahn                                           | 3. Juli 2025       | 20.000  | stgl     |
| Chinesischer Mondkalender – Schwein                                        | 3. Juli 2025       | 20.000  | stgl     |
| Chinesischer Mondkalender – Hund                                           | 3. Juli 2025       | 20.000  | stgl     |
| Material: Kupfernickel – Durchmesser: 28 mm – Masse: 10,1 g                |                    |         |          |
| 93. Nationalversammlung der Alpini in Rimini                               | 2020               | 10.000  | Unc      |
| Institut für soziale Sicherheit                                            | 2020               | 20.000  | stgl     |
| Material: 900er Gold – Durchmesser: 13,85 mm – Masse: 3 g                  |                    |         |          |
| Jubiläum der Barmherzigkeit                                                | 2016               | 01.500  | PP       |
| Material: 999er Gold – Durchmesser: 16 mm – Masse: 3,11 g                  |                    |         |          |
| Wanderfalke                                                                | 21. November 2024  | 02.000  |          |

### 20 Euro
Die san-marinesischen 20-Euro-Goldmünzen entsprechen ebenso wie die italienischen 20-Euro-Goldmünzen und monegassische 20-Euro-Goldmünzen den Normen der Lateinischen Münzunion.
| Thema der 20-Euro-Münze                                                                          | Ausgabedatum      | Auflage |
| ------------------------------------------------------------------------------------------------ | ----------------- | ------- |
| Material: 900er Gold – Durchmesser: 21 mm – Masse: 6,451 g                                       |                   |         |
| 1600. Jahrestag der Verlegung der Residenz des Weströmischen Reiches nach Ravenna                | 6. November 2002  | 4.550   |
| 700. Jahrestag der Ausgestaltung der Cappella degli Scrovegni – Präsentation Jesuskind im Tempel | 7. November 2003  | 5.000   |
| 750. Geburtstag von Marco Polo                                                                   | 5. November 2004  | 6.000   |
| Weltfriedenstag                                                                                  | 11. November 2005 | 5.300   |
| 500. Geburtstag von Giovanni Battista Belluzzi                                                   | 16. November 2006 | 4.500   |
| Soziales Zusammenleben                                                                           | 30. Oktober 2007  | 3.000   |
| (Archäologische) Schätze von San Marino – Merkurstatue aus Domagnano                             | 13. November 2008 | 2.100   |
| (Archäologische) Schätze von San Marino                                                          | 20. Oktober 2009  | 2.000   |
| (Archäologische) Schätze von San Marino – Heilige Agatha                                         | 27. Oktober 2010  | 2.000   |
| Burg der Stadt San Marino                                                                        | 7. November 2011  | 1.600   |
| Burg von Borgo Maggiore                                                                          | 2012              | 0.812   |
| Burg von Serravalle                                                                              | 2013              | 1.200   |
| Burg von Acquaviva                                                                               | 2014              | 0.750   |
| Burg von Faetano                                                                                 | 2015              | 0.750   |
| Burg von Fiorentino                                                                              | 2016              | 0.750   |
| 25 Jahre Mitgliedschaft bei den Vereinten Nationen                                               | 19. Oktober 2017  | 0.500   |
| 10 Jahre Mitgliedschaft bei der UNESCO – Aufnahme des Historischen Zentrums und des Monte Titano | 2018              | 0.500   |
| 70 Jahre Europarat                                                                               | 14. November 2019 | 0.850   |
| 40 Jahre Beitritt von San Marino zur Weltgesundheitsorganisation                                 | 5. November 2020  | 0.600   |
| Material: 999er Gold – Durchmesser: 22 mm – Masse: 7,776 g (¼ Unze)                              |                   |         |
| Beziehungen zwischen San Marino und Italien                                                      | 30. November 2023 | 0.750   |
| 150. Geburtstag von Guglielmo Marconi                                                            | 7. November 2024  | 0.750   |

### 50 Euro
Die san-marinesischen 50-Euro-Goldmünzen entsprechen ebenso wie die italienischen 20-Euro-Goldmünzen und monegassische 20-Euro-Goldmünzen den Normen der Lateinischen Münzunion.
| Thema der 50-Euro-Münze                                                           | Ausgabedatum      | Auflage |
| --------------------------------------------------------------------------------- | ----------------- | ------- |
| Material: 900er Gold – Durchmesser: 28 mm – Masse: 16,129 g                       |                   |         |
| 1600. Jahrestag der Verlegung der Residenz des Weströmischen Reiches nach Ravenna | 6. November 2002  | 4.550   |
| 700. Jahrestag der Ausgestaltung der Cappella degli Scrovegni – Pentecost         | 7. November 2003  | 7.300   |
| 750. Geburtstag von Marco Polo                                                    | 5. November 2004  | 6.000   |
| Weltfriedenstag                                                                   | 11. November 2005 | 5.300   |
| 500. Geburtstag von Giovanni Battista Belluzzi                                    | 16. November 2006 | 4.500   |
| Soziales Zusammenleben                                                            | 30. Oktober 2007  | 3.000   |
| (Archäologische) Schätze von San Marino                                           | 13. November 2008 | 2.100   |
| (Archäologische) Schätze von San Marino                                           | 20. Oktober 2009  | 2.000   |
| (Archäologische) Schätze von San Marino – Heiliger Marinus                        | 27. Oktober 2010  | 2.000   |
| Burg der Stadt San Marino                                                         | 7. November 2011  | 1.600   |
| Burg von Borgo Maggiore                                                           | 2012              | 1.600   |
| Burg von Serravalle                                                               | 2013              | 1.200   |
| Burg von Domagnano                                                                | 2014              | 0.750   |
| Burg von Montegiardino                                                            | 2015              | 0.750   |
| Burg von Chiesanuova                                                              | 2016              | 0.750   |
| 25 Jahre Mitgliedschaft bei den Vereinten Nationen                                | 2017              | 0.500   |